# Супер'їжа

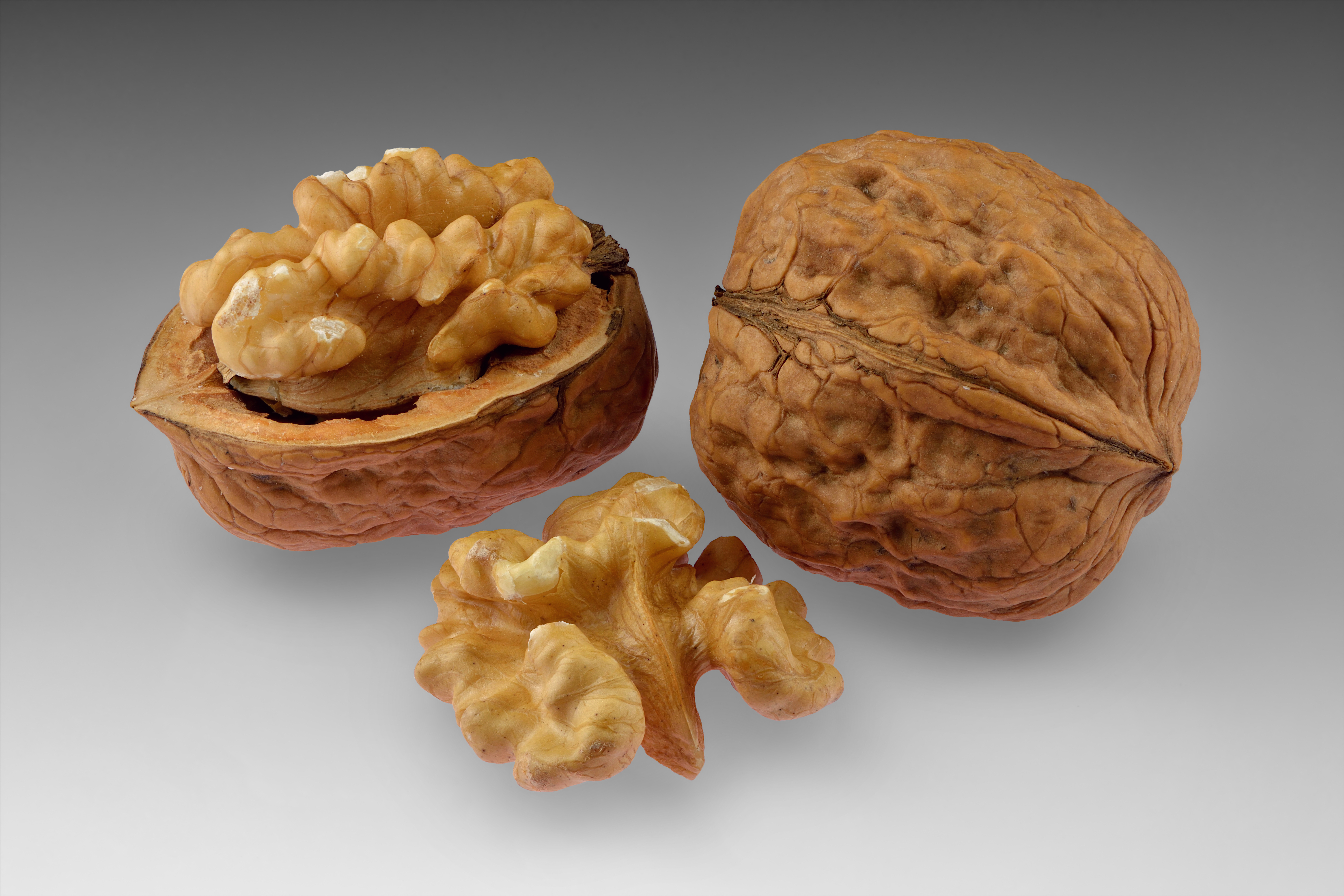
Попри те, що волоські горіхи в деяких країнах продають як «супер'їжу», їхнє споживання дійсно корисне для здоров'я

Супер'їжа[джерело?] або суперфу́д (англ. superfood) — маркетингова назва категорії харчових продуктів, щодо яких виробники стверджують наявність високих концентрацій корисних поживних речовин. Науковці та лікарі, що досліджують вплив їжі на людину, скептично ставляться до цього терміна, вважаючи його невиправданим. Наприклад, Меріон Нестл, професорка дієтології, нутриціології та громадського здоров'я в Нью-Йоркському університеті, заявила, що «супер'їжа - це рекламна омана».
З 1 липня 2007 року вступила в силу регуляція ЄС, яка заборонила розміщувати на упаковках продуктів та в рекламі необґрунтовані науково або незбалансовані твердження, зокрема писати про якийсь харчовий продукт, що він належить до «супер'їжі» Після вступу в дію цього нормативного акту виробники мали ще 2 роки на зміну своїх маркетингових методів. На той час у Європі як «суперфуд» позиціонували приблизно 100 товарів.

## Ринок та маркетинг
У 2021 році світовий ринок «супер'їжі» оцінювався в 161,11 мільярда доларів США, а до 2030 року очікується, що він сягне приблизно 246,2 мільярда доларів США, що відповідатиме щорічному зростанню на 4,82% у середньому.
Суперфуди, зазвичай, позиціонуються як корисні продукти та дієтичні добавки до раціону харчування і не є повноцінними замінниками харчування. Проте опитування 442 швейцарців, споживачів супер'їжі, показало, що вони впевнені в їхній користі для здоров'я.
Британська асоціація дієтологів дослідила, що 61% британців купували певну їжу тільки тому, що на продуктах було вказане слово «суперфуд».

## У науково-популярній літературі
Попри те, що розпливчастий термін „супер'їжа“ використовуються для збільшення продажів екзотичних продуктів, лікарі та науковці стали звертатися до нього, щоб привернути увагу до здорового харчування, яке складається з таких буденних продуктів як шпинат, малина чи яйця. Паралельно дієтологи підкреслюють, що різноманітне харчуввння завжди краще за будь-який продукт з високим вмістом корисних для здоров'я речовин

## Додаткова література
- Джеймі Олівер (2020). Супер'їжа на щодень. — Львів, Видавництво Старого Лева. ISBN 978-617-679-666-4.
- Miller, Jeff; Van Buiten, Charlene (2022). Superfoods: cultural and scientific perspectives. — Springer: Cham, Switzerland. ISBN 978-3-030-93240-4.
- Wolfe, David (2009). Superfoods: the food and medicine of the future. — Berkeley: North Atlantic Books. ISBN 978-1-55643-776-2.
- Leilani Clark, Civil Eats. Are ‘Superfoods’ Over? KQED, Jul 29, 2015(англ.)
- MOLLY LONG. Are superfoods really super? Food Matters Live, 10-11-22
- Beatriz Guillén, Javier Yanes. The Myth of Superfoods. BBVA Open Mind, 2 September, 2022